# Накипари (церковь)
Церковь святого Георгия в Накипари (груз. ნაკიფარის წმინდა გიორგის სახელობის ეკლესია), также среди местного населения известная как Джграг (груз. ჯგრაგ), — средневековая церковь в Местийском муниципалитете, в грузинском крае Самегрело-Верхняя Сванетия. Район является частью высокогорного историко-культурного региона Верхняя Сванетия. Название Джграг происходит от имени святого Георгия на сванском языке. Церковь представляет собой зальный храм, украшенный фресками, написанными художником Тевдоре в 1130 году. Церковь внесена в список недвижимых памятников культуры национального значения Грузии. 
Церковь святого Георгия расположена на холме, окружённом деревенским кладбищем, в селе Накипари, входящим в состав территориальной единицы Ипари Местийского муниципалитета, на высоте около 1700 метров над уровнем моря. Церковь и кладбище окружены полуразрушенной каменной стеной. Точная дата, когда она была построена, неизвестна; по стилю церковь датируется X или XI веком. 

## Архитектура
Церковь Накипари была возведена из известняковых блоков. Она представляет собой зальный храм, прямоугольный в плане с вписанной полукруглой апсидой на восточной стороне. Здание церкви базируется на одноступенчатом цоколе. Его стены оканчиваются простыми профилированными карнизами из небольших тёсаных каменных плит. Неф покрыт высокой двускатной крышей. Стоа, примыкающая к южному и западному фасадам, имеет скатную крышу. Церковь вытянута вдоль оси с восток на запад. В неё ведут два входа: с западной и южной стороны. Характерной особенностью церкви служит восточный фасад. Он украшен декоративной трёхсторонней аркадой в обрамлении массивных выступающих пилястр и содержит фрески и зооморфные скульптуры, включённые в его рельеф. Фрески на внешних стенах Накипари являются одними из самых ранних в Сванетии, а фасадные скульптуры необычны для архитектуры региона.

## Фрески

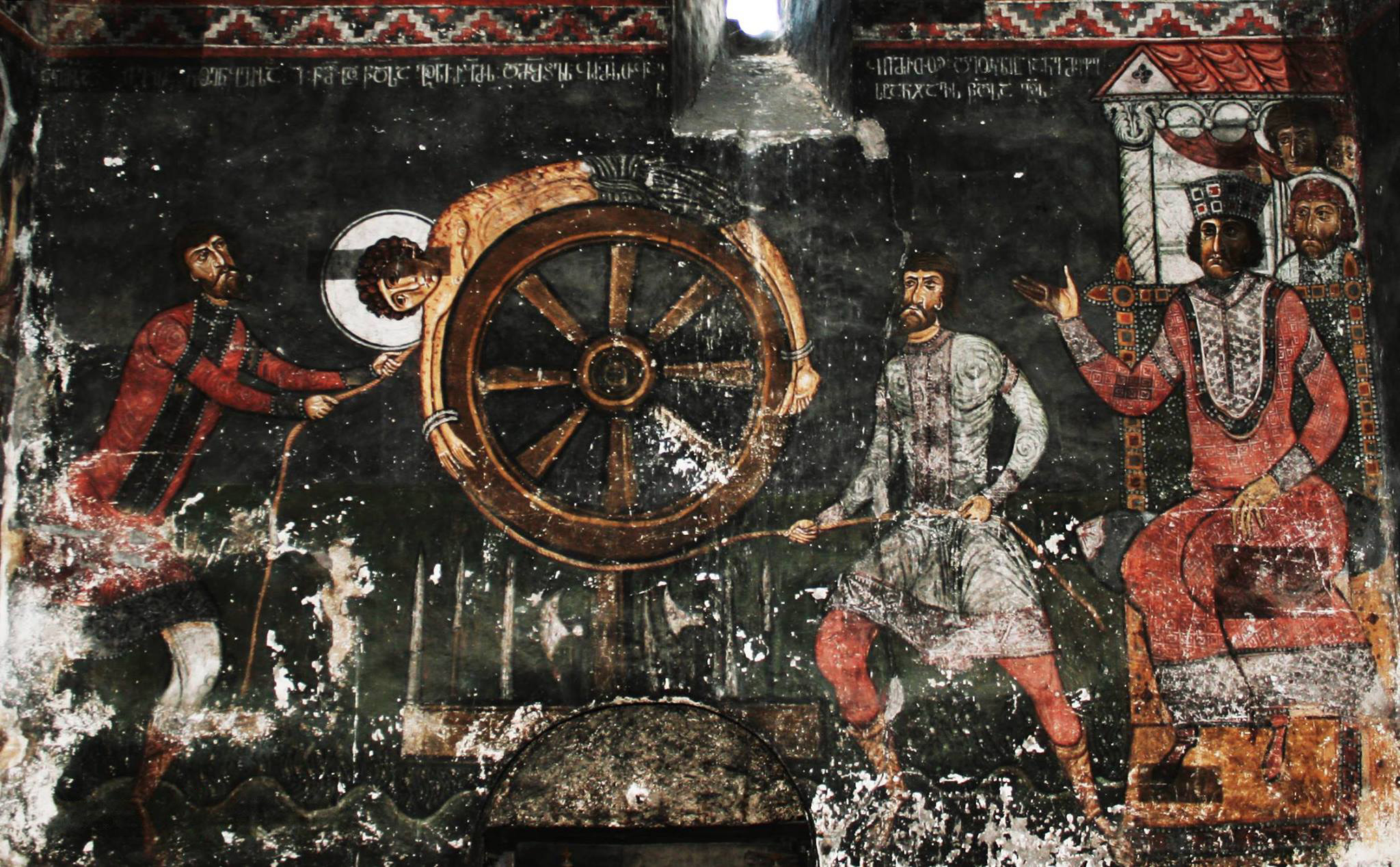
«Мученичество святого Георгия». Фреска из Накипари.

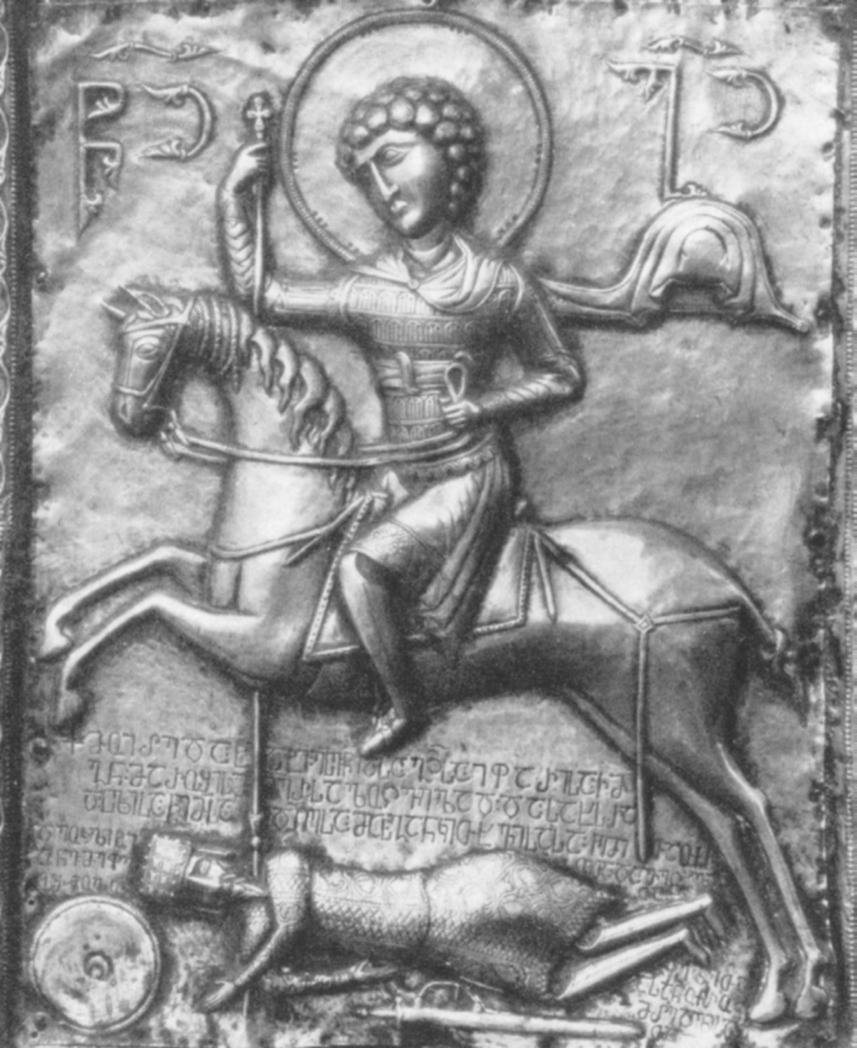
«Ипарский святой Георгий». Чеканная икона.

Интерьер церкви отличается множеством фресок, которые сопровождаются пояснительными надписями. Согласно грузинской надписи шрифтом «асомтаврули» на карнизе иконостаса фрески были заказаны местной знатью (азнаури) Тевдоре, "царскому живописцу", в 1130 году. Церковь Накипари является бесспорно последним храмом, расписанном Тевдоре (после Ипрари и Лагурки). А фрески в Цвирми ему условно приписываются по стилистическим соображениям. 
В иконографии церкви Накипари преобладают изображения её титульного святого, Георгия Победоносца. В апсиде с алтарём фрески расположены в два ряда. Она содержит традиционный деисус с сидящим Христом в окружении Богоматери и Иоанна Крестителя, с ангелами на заднем плане. В нижнем ряду находятся изображения апостолов и Отцов Церкви, всего пять фигур. На западной стене изображен Георгий чудесным образом заставляющий идолов падать вниз, а под этой сценой святой уже изображён под пыткой на колесе. 
На северной стене изображены сцены сошествия Христа в ад и его же крещения, а под ними находятся фреска с фигурами двух конных святых воинов, стоящих лицом друг к другу: Георгия, пронзающего распростёртого Диоклетиана, и Феодора Стратилата, пронзающего копьём змею. На южной стене две верхние сцены изображают Пятидесятницу и Распятие, а нижние — три сцены мученичества Георгия. 
В церкви хранится серебряная икона Святого Георгия Ипарского XI века, изображающая святого на коне, убивающего Диоклетиана. Согласно сопроводительной надписи он был заказан неким Марушаном у ювелира по имени Асан.